# 鼠李生叉丝壳
鼠李生叉丝壳（学名：Microsphaera rhamnicola）是属于白粉菌目白粉菌科叉丝壳属的一种真菌，寄生在鼠李属植物上。该种分布于中国。